# Paolo Bordogna
Paolo Bordogna, né à Melzo le 2 janvier 1972, est un baryton italien.
Ayant fait ses études musicales et vocales à Milan, il y fait ses débuts et se produit depuis sur les plus grandes scènes internationales. Il est spécialiste du répertoire bouffe (basso cantante), notamment rossinien.
Il a remporté les prix de chant Caruso (2000) et Bastianini (2006).

## Rôles
- Bartolo, dans Le Barbier de Séville, Soirées lyriques de Sanxay, 10-14 août 2020
- Don Magnifico, dans La Cenerentola, Opéra de Paris, nov.-déc. 2018